# Dvureč'e (Oblast' autonoma ebraica)
Dvureč'e (in russo Двуречье?) è un centro abitato dell'Oblast' autonoma ebraica, situato nell'Oblučenskij rajon.